# Andrea Corner (storico)

Stemma araldico della famiglia Corner.

Andrea Corner o Cornaro (Trapezonta, 1547 – Candia, 1616) è stato un nobile, storico e poeta italiano.

## Biografia
Andrea Corner era un aristocratico veneziano nato a Trapezonta, sull'isola di Creta, nel 1547. Era figlio di Giacomo Corner e di Issaveta (Zampia) Demezo e fratello dell'importante scrittore Vincenzo Corner. È stato sposato due volte, prima con Carnarola Zen, fino alla sua morte, e poi con Anezina Zen; il suo figlio Andreas Xen Cornaro nel 1626 sposò Domenica de Candia. Ha servito come comandante in una galea, e all'età di 24 anni ha partecipato alla battaglia di Lepanto con la sua galea Cristo.
Il suo feudo comprendeva i villaggi di Voni, Zoofori e Thrapsano, oggi nella prefettura di Iraklion (Candia).
Nel 1591 ha fondato l'Accademia filologica degli Stravaganti a Candia. Ha scritto centinaia di poesie in lingua italiana. Ha scritto anche una Storia di Creta (Historia Candiana). Queste opere sono state preservate, ma mai stampate.
Morì nel 1616, all'età di 69 anni. La sua sepoltura è avvenuta nel monastero di San Francesco a Candia.